# Dolní Oldřichov
Dolní Oldřichov  je VIII. část statutárního města Děčín. Nachází se na severozápadě města. Prochází zde silnice I/13. Dolní Oldřichov leží v katastrálním území Horní Oldřichov o výměře 1,43 km².
Městskou částí protéká Jílovský potok, kde do něho ústí Bělský potok a Jelení potok.

## Historie
První písemná zmínka o vesnici pochází z roku 1543.

## Obyvatelstvo
Při sčítání lidu v roce 1921 ve vsi žilo 1 845 obyvatel (z toho 886 mužů), z nichž bylo 61 Čechoslováků, 1 689 Němců, dva Židé, dva příslušníci jiné národnosti a 91 cizinců. Většina (1 686 osob) se hlásila k římskokatolické církvi a dále zde bylo 94 evangelíků, jeden člen církve československé, jedenáct židů, 25 členů nezjišťovaných církví a 28 lidí bez vyznání. Podle sčítání lidu z roku 1930 měl Dolní Oldřichov 1 753 obyvatel: 107 Čechoslováků, 1 570 Němců a 76 cizinců. Kromě 1 447 katolíků zde žilo 97 evangelíků, čtyři členové církve československé, jedenáct židů, devatenáct příslušníků nezjišťovaných církví a 175 lidí bez vyznání.
|                                                                | 1869 | 1880 | 1890  | 1900  | 1910  | 1921  | 1930  | 1950  | 1961  | 1970  | 1980 | 1991 | 2001 | 2011 |
| -------------------------------------------------------------- | ---- | ---- | ----- | ----- | ----- | ----- | ----- | ----- | ----- | ----- | ---- | ---- | ---- | ---- |
| Obyvatelé                                                      | 625  | 801  | 1 228 | 1 763 | 1 828 | 1 845 | 1 753 | 1 067 | 1 190 | 1 007 | 921  | 645  | 619  | 853  |
| Domy                                                           | 75   | 92   | 113   | 142   | 148   | 169   | 174   | 166   | —     | 107   | 124  | 123  | 122  | 131  |
| Počet domů z roku 1961 je zahrnut v domech místní části Děčín. |      |      |       |       |       |       |       |       |       |       |      |      |      |      |

## Autobusová doprava
V Dolním Oldřichově se nacházejí 3 autobusové zastávky (Žlíbek, Růžek a Kovočas), všechny na Teplické ulici, tvořenou silnicí I/13. Páteřní je linka č. 202 (respektive 229; jezdí jen o víkendech) spojující Bynov a Staré město (respektive Boletice nad Labem). Dalšími je městská noční linka č. 233 a krajská č. 432 vedoucí z Libouchce do Labské Stráně.

## Galerie

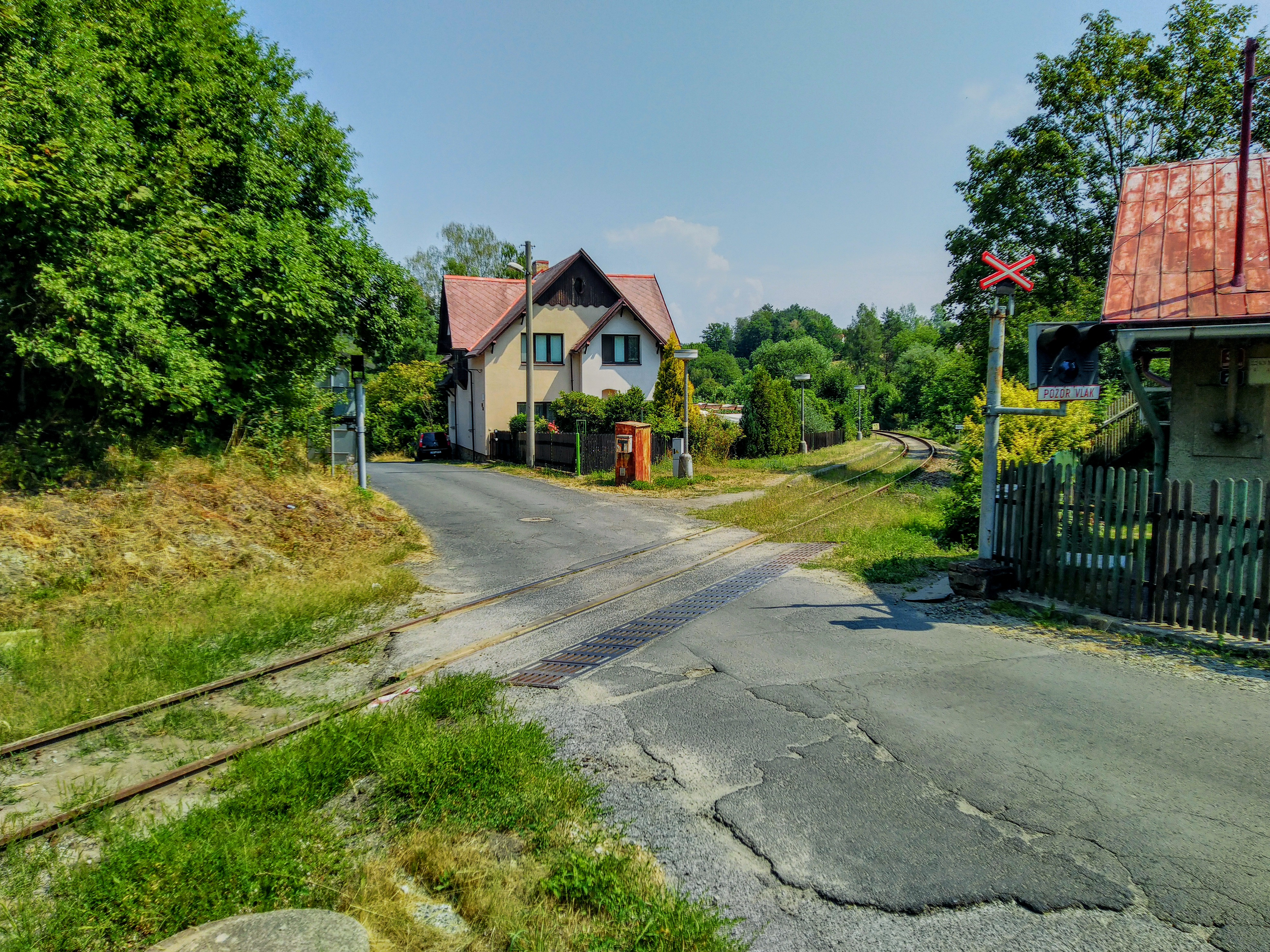
Část hranic s Horním Oldřichovem tvoří železnice, Kozí dráha.
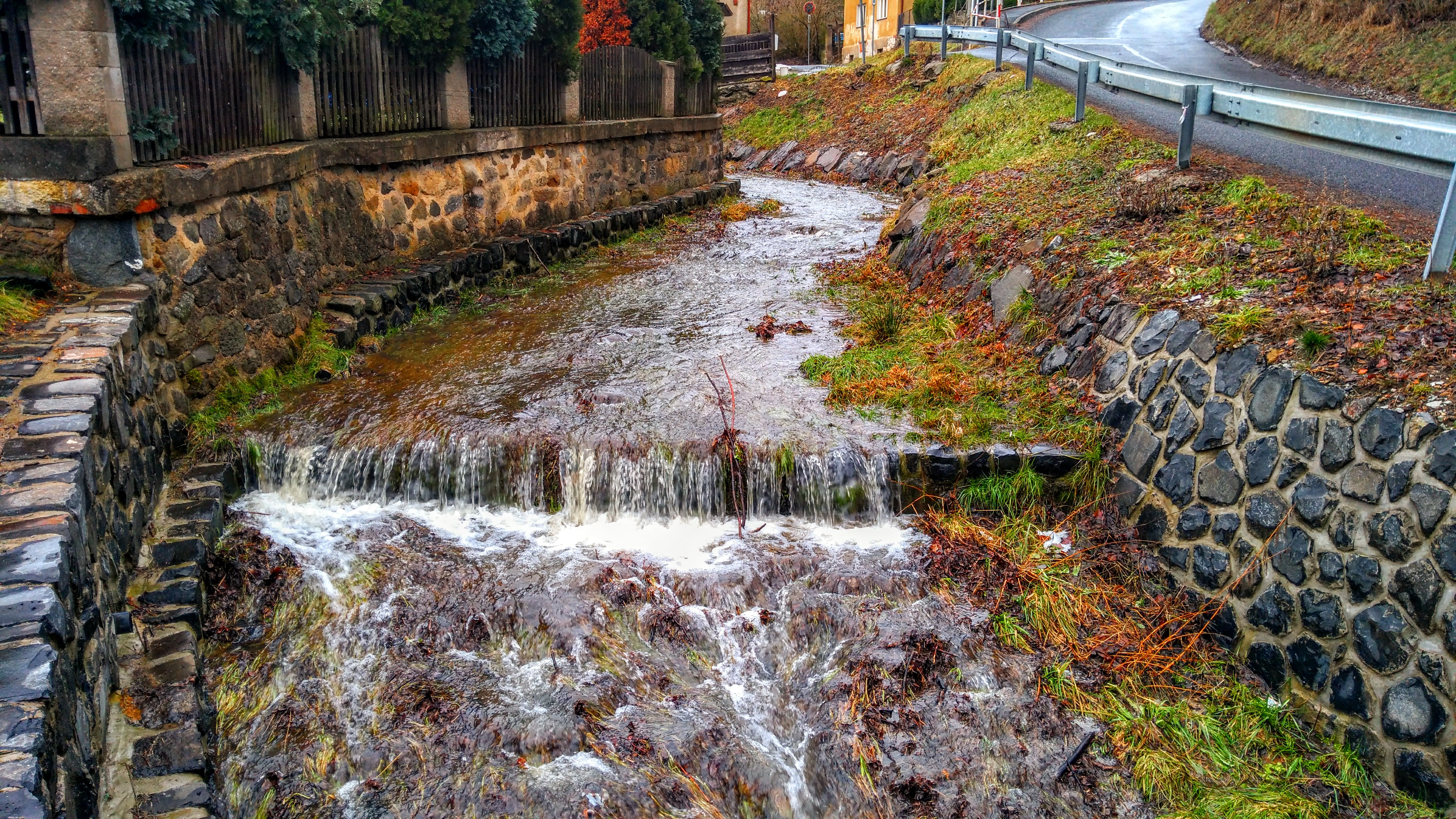
Jelení potok odvodňuje jižní část Dolního Oldřichova.
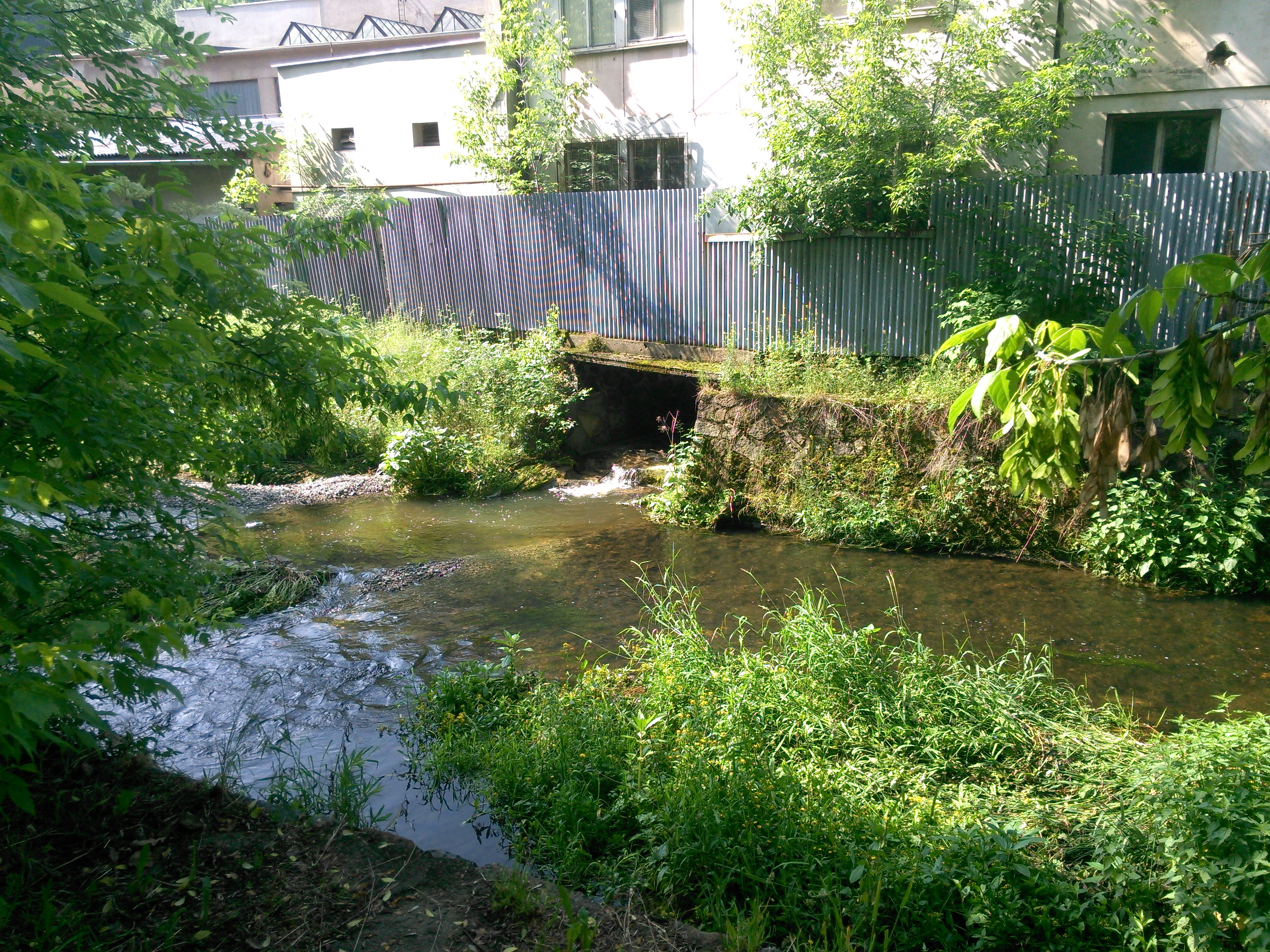
Ústí Jeleního potoka do Jílovského potoka.
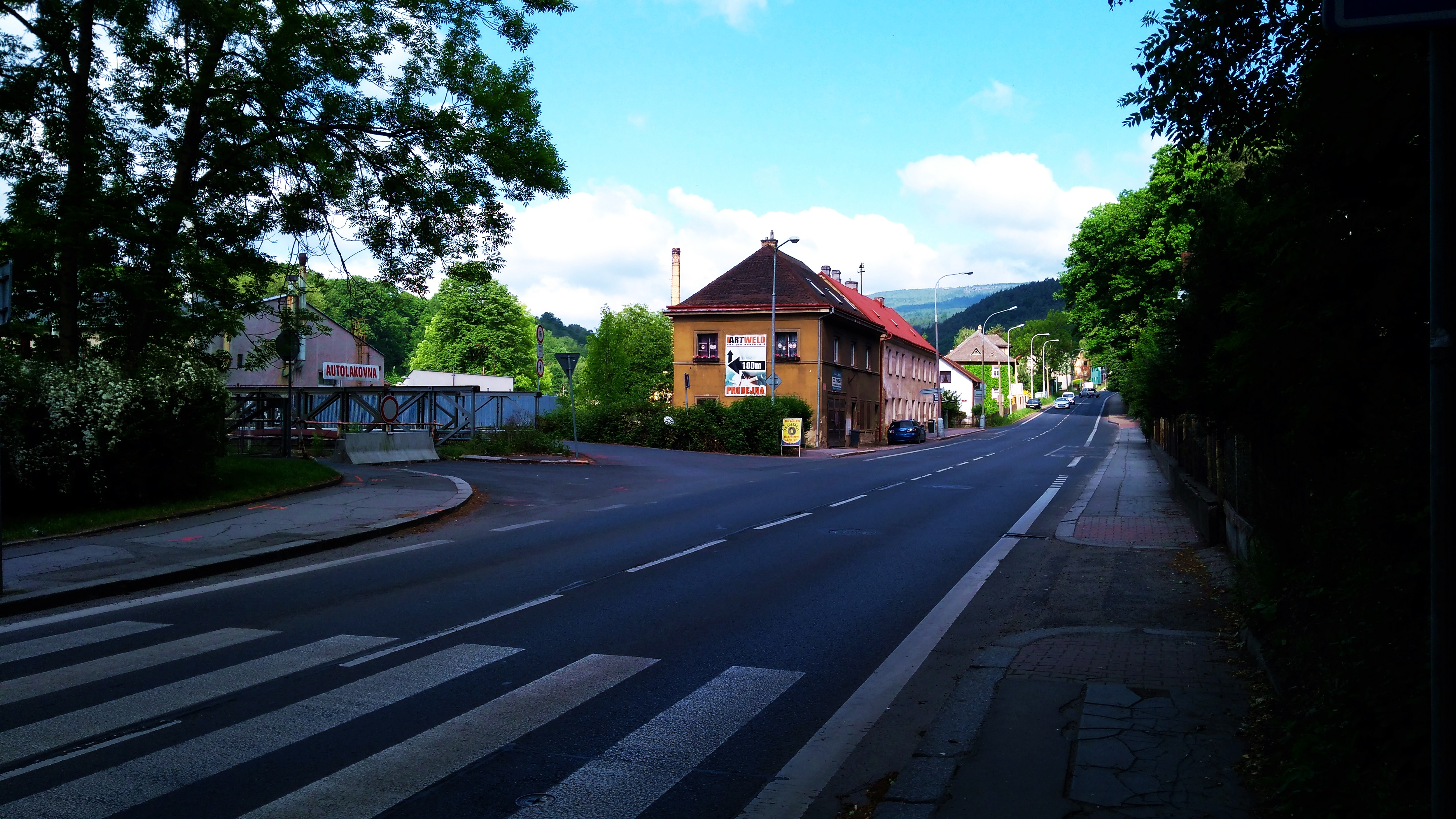
Silnice č. 13 spojuje Děčín s Teplicemi.